# Blekhem
Blekhems säteri är en herrgård i Törnsfalls socken i Västerviks kommun.
Från slutet av 1300-talet till början av 1500-talet tillhörde Blekhem släkten Soop och från 1552 Gustav Vasa och hans ättlingar. Herrgården inlöstes 1612 av Johan Skytte och tillföll därpå genom arv och giften släkterna Gyllenstierna, Posse, Lewenhaupt och Hamilton. 
År 1773 köptes Blekhem av direktören i Ostindiska kompaniet Christian Dichman. Han gav det 1778 till sin måg Olof Risellschöld, från vars släkt det genom gifte övergick till släkten Nordenfalk, när Maria Risellschiöld 1828 gifte sig med justitiestatsministern friherre Johan Nordenfalk, som lät uppföra en herrgårdsbyggnad vid sjön Bleken i nyklassicistisk stil 1838–1844 av byggmästaren Jonas Jonsson, eventuellt efter Axel Nyströms ritningar. Den renoverades utvändigt på 1850-talet och invändigt 1902.
Blekhem ägs idag av friherre Johan Nordenfalk som där bland annat bedriver jordbruk, skogsbruk, fastighetsuthyrning och turism.